# Unendliche Diedergruppe
Die unendliche Diedergruppe ist eine im mathematischen Teilgebiet der Gruppentheorie betrachtete Gruppe. Es handelt sich um eine abzählbar unendliche Version der Diedergruppen.

## Geometrische Definition
So wie die Diedergruppen {\displaystyle D_{n}} als die Symmetriegruppen einer geometrischen Figur, nämlich eines regelmäßigen n-Ecks, eingeführt werden können, kann die unendliche Diedergruppe {\displaystyle D_{\infty }} als die Gruppe aller Isometrien, die eine Teilmenge eines euklidischen Raums in sich abbilden, definiert werden. {\displaystyle D_{\infty }} ist die Gruppe aller Isometrien auf {\displaystyle \mathbb {R} =\mathbb {R} ^{1}}, die {\displaystyle \mathbb {Z} \subset \mathbb {R} } in sich abbilden.
Diese Isometrien sind Translationen um {\displaystyle n}
{\displaystyle \tau _{n}\colon \mathbb {R} \rightarrow \mathbb {R} ,\quad x\mapsto x+n}
für eine ganze Zahl {\displaystyle n\in \mathbb {Z} } und Spiegelungen an {\displaystyle n/2}
{\displaystyle \sigma _{n}\colon \mathbb {R} \rightarrow \mathbb {R} ,\quad x\mapsto n-x}
für eine ganze Zahl {\displaystyle n\in \mathbb {Z} }.
Die Gruppe dieser Isometrien heißt die unendliche Diedergruppe {\displaystyle D_{\infty }}. Manche Autoren bezeichnen diese Gruppe mit {\displaystyle D_{0}} oder nach der englischen Bezeichnung „dihedral group“ für Diedergruppe auch mit {\displaystyle \mathrm {Dih} _{\infty }}.
Die unendliche Diedergruppe wird schon von {\displaystyle \tau :=\tau _{1}} und {\displaystyle \sigma :=\sigma _{0}} erzeugt, denn offenbar gilt
{\displaystyle \tau _{n}=\tau \circ \ldots \circ \tau }, n-fache Hintereinanderausführung für {\displaystyle n>0}
{\displaystyle \tau _{n}=\tau _{-n}^{-1}} für {\displaystyle n<0}
{\displaystyle \tau _{0}} ist das neutrale Element
{\displaystyle \sigma _{n}=\tau _{n}\circ \sigma } für alle {\displaystyle n\in \mathbb {Z} },
das heißt, die von {\displaystyle \{\tau ,\sigma \}} erzeugte Untergruppe enthält bereits alle Isometrien {\displaystyle \tau _{n}} und {\displaystyle \sigma _{n}} und das heißt, dass {\displaystyle D_{\infty }} von {\displaystyle \tau } und {\displaystyle \sigma } erzeugt wird.
Ferner besteht die Beziehung
{\displaystyle \sigma \circ \tau \circ \sigma =\tau ^{-1}},
denn für jedes {\displaystyle r\in \mathbb {R} } gilt
{\displaystyle \sigma (\tau (\sigma (r)))=\sigma (\tau (-r))=\sigma (-r+1)=r-1=\tau ^{-1}(r)},
und es gilt
{\displaystyle \sigma ^{2}=1},
wobei 1 das neutrale Element bezeichne, denn {\displaystyle \sigma } ist eine Spiegelung.

## D∞als Untergruppe der Symmetriegruppe des Kreises
Sei {\displaystyle s} die Spiegelung des Einheitskreises an der x-Achse und {\displaystyle d} eine Drehung des Kreises um {\displaystyle 2\pi r} für eine irrationale Zahl {\displaystyle r}. Die von {\displaystyle d} erzeugte zyklische Untergruppe der Symmetriegruppe des Kreises ist wegen der Irrationalität von {\displaystyle r} unendlich und daher zu {\displaystyle \mathbb {Z} } isomorph. Dann gilt offenbar
{\displaystyle s^{2}=1,\,sds=d^{-1}}
und man kann zeigen, dass {\displaystyle \sigma \mapsto s,\,\tau \mapsto d} einen Isomorphismus von {\displaystyle D_{\infty }} auf die von {\displaystyle \{s,d\}} erzeugte Untergruppe der Symmetriegruppe des Kreises definiert. Insbesondere hängt deren Isomorphieklasse nicht von der Wahl der irrationalen Zahl {\displaystyle r} ab.

## Präsentationen von D∞
Nach Obigem erfüllen die Erzeuger {\displaystyle \tau } und {\displaystyle \sigma } die Relationen
{\displaystyle \sigma \circ \tau \circ \sigma =\tau ^{-1}}   und   {\displaystyle \sigma ^{2}=1}.
Man kann zeigen, dass keine weiteren, davon unabhängigen Relationen bestehen. Präzise heißt das, dass {\displaystyle D_{\infty }} die Präsentation
{\displaystyle D_{\infty }\,=\,\langle x,y\mid x^{2}=1,\,xyx=y^{-1}\rangle }
besitzt. Die zweite Relation kann man wegen {\displaystyle x^{2}=1} auch als {\displaystyle xy=y^{-1}x} schreiben. Jedes Produkt aus den Erzeugern {\displaystyle x} und {\displaystyle y} kann daher durch wiederholte Anwendung der Relationen auf die Form {\displaystyle x^{i}y^{n}} mit {\displaystyle i\in \{0,1\}} und {\displaystyle n\in \mathbb {Z} } gebracht werden. Für das Rechnen in der Gruppe gilt demnach
{\displaystyle D_{\infty }=\{x^{i}y^{n}\mid i\in \{0,1\},n\in \mathbb {Z} \}}   und   {\displaystyle x^{i}y^{n}\cdot x^{j}y^{m}=x^{i+j}y^{(1-2j)n+m}},
wobei der Exponent {\displaystyle i+j} modulo 2 zu verstehen ist.
Setzt man {\displaystyle z:=xy}, so ist
{\displaystyle z^{2}=xyxy=y^{-1}y=1}.
Da man umgekehrt das Element {\displaystyle y} mittels {\displaystyle y=xz} aus {\displaystyle x} und {\displaystyle z} zurückgewinnen kann, wird {\displaystyle D_{\infty }} von den zwei Involutionen {\displaystyle x} und {\displaystyle z}, das heißt von Elementen, deren Quadrat das neutrale Element ist, erzeugt, und man kann sich überlegen, dass keine weiteren Relationen bestehen. Wir erhalten also eine zweite Präsentation
{\displaystyle D_{\infty }=\langle x,z\mid x^{2}=1,\,z^{2}=1\rangle }.
Demnach ist die unendliche Diedergruppe die größte von zwei Involutionen erzeugte Gruppe, jede andere ist isomorph zu einer Faktorgruppe davon.
Geometrisch entspricht der Erzeuger {\displaystyle z} dem Produkt {\displaystyle \sigma \tau }, und das ist die Spiegelung an {\displaystyle \textstyle -{\frac {1}{2}}}. Die oben geometrisch beschriebene unendliche Diedergruppe wird also auch von den beiden Spiegelungen an 0 und {\displaystyle \textstyle -{\frac {1}{2}}} erzeugt. Das wird sofort verständlich, indem man sich klarmacht, dass die Spiegelung an {\displaystyle \textstyle -{\frac {1}{2}}}, gefolgt von der Spiegelung an 0, nichts anderes als die Translation um 1 ist.

## D∞als semidirektes Produkt
Betrachte den Homomorphismus {\displaystyle \alpha \colon \mathbb {Z} _{2}\rightarrow \mathrm {Aut} (\mathbb {Z} )} von der Gruppe ℤ2 in die Automorphismengruppe von {\displaystyle \mathbb {Z} }, der die Restklasse von 1 auf {\displaystyle \alpha _{1}\colon \mathbb {Z} \rightarrow \mathbb {Z} ,\,n\mapsto -n} abbildet. Mit diesem {\displaystyle \alpha } bilde das semidirekte Produkt
{\displaystyle \mathbb {Z} \rtimes _{\alpha }\mathbb {Z} _{2}:=\{(n,i)\mid n\in \mathbb {Z} ,i\in \{0,1\}\}}.
Die Verknüpfung ist bekanntlich durch die Formel
{\displaystyle (n,i)\cdot (m,j):=(n+\alpha _{i}(m),i+j)}
definiert, wobei {\displaystyle \alpha _{0}:=\mathrm {id} _{\mathbb {Z} }} und die Summe {\displaystyle i+j} modulo 2 zu verstehen ist.
Daraus liest man die Isomorphie zu {\displaystyle D_{\infty }} ab.
Nun ist obiges {\displaystyle \alpha \colon \mathbb {Z} _{2}\rightarrow \mathrm {Aut} (\mathbb {Z} )} sogar ein Isomorphismus, denn neben {\displaystyle \alpha _{1}} gibt es keine weiteren nichttrivialen Automorphismen auf {\displaystyle \mathbb {Z} }.
Daher ist {\displaystyle D_{\infty }} der Holomorph von {\displaystyle \mathbb {Z} }, das heißt
{\displaystyle D_{\infty }\cong \mathbb {Z} \rtimes _{\alpha }\mathbb {Z} _{2}\cong \mathbb {Z} \rtimes \mathrm {Aut} (\mathbb {Z} )=\mathrm {Hol} (\mathbb {Z} )}.

## D∞als freies Produkt
Die unendliche Diedergruppe ist das kleinste denkbare freie Produkt nichttrivialer Gruppen, es gilt
{\displaystyle D_{\infty }\cong \mathbb {Z} _{2}*\mathbb {Z} _{2}}.
Es ist klar, dass {\displaystyle \mathbb {Z} _{2}*\mathbb {Z} _{2}} von zwei Involutionen erzeugt wird.
Daher erhält man aus obiger Präsentation einen Epimorphismus {\displaystyle D_{\infty }\rightarrow \mathbb {Z} _{2}*\mathbb {Z} _{2}}, von dem man zeigt, dass er ein Isomorphismus ist.
Manche Autoren definieren die unendliche Diedergruppe auf diese Weise.

## D∞als Matrizengruppe
Wir betrachten die Menge
{\displaystyle M:={\bigl \{}{\begin{pmatrix}e&n\\0&1\end{pmatrix}};\,e\in \{-1,+1\},n\in \mathbb {Z} {\bigr \}}}
von {\displaystyle 2\times 2}-Matrizen. Das Matrizenprodukt
{\displaystyle {\begin{pmatrix}(-1)^{i}&n\\0&1\end{pmatrix}}\cdot {\begin{pmatrix}(-1)^{j}&m\\0&1\end{pmatrix}}={\begin{pmatrix}(-1)^{i+j}&(-1)^{i}m+n\\0&1\end{pmatrix}}}
zeigt, dass die Menge {\displaystyle M} mit dem Matrizenprodukt als Multiplikation eine zu {\displaystyle D_{\infty }} isomorphe Gruppe ist.

## Untergruppen von D∞
Die unendliche Diedergruppe {\displaystyle D_{\infty }=\langle x,y\mid x^{2}=1,\,xyx=y^{-1}\rangle } enthält folgende Untergruppen ({\displaystyle k,n,r} ganze Zahlen):
{\displaystyle U_{k}:=\langle y^{k}\rangle }   für   {\displaystyle k\geq 0},
{\displaystyle V_{0,n}:=\langle y^{n}x\rangle \cong \mathbb {Z} _{2}}   für   {\displaystyle n\in \mathbb {Z} },
{\displaystyle V_{k,r}:=\langle y^{k},y^{r}x\rangle \cong D_{\infty }}   für   {\displaystyle 0\leq r<k}.
Das sind bereits alle Untergruppen von {\displaystyle D_{\infty }}.
Wegen {\displaystyle \{1\}\leq \langle y\rangle \leq D_{\infty }} mit {\displaystyle D_{\infty }/\langle y\rangle \cong \mathbb {Z} _{2}} ist die unendliche Diedergruppe auflösbar, sogar überauflösbar, metabelsch und polyzyklisch.